# De Lanaudière (conseil législatif)
Ne doit pas être confondu avec De Lanaudière (division sénatoriale canadienne).
Pour les articles homonymes, voir De Lanaudière.
Division du Conseil législatif du Québec
De Lanaudière est une division du Conseil législatif du Québec ayant existé de 1867 à 1968. Elle est abolie en même temps que le Conseil lui-même.

## Liste des conseillers
| Années | Années      | Conseiller législatif          | Parti        |
| ------ | ----------- | ------------------------------ | ------------ |
|        | 1867 - 1884 | Pierre-Eustache Dostaler       | Conservateur |
|        | 1884        | Louis François Rodrigue Masson | Conservateur |
|        | 1885 - 1888 | Vincent-Paul Lavallée          | Conservateur |
|        | 1890 - 1905 | Louis Sylvestre                | Libéral      |
|        | 1905 - 1910 | Louis-Jules Allard             | Libéral      |
|        | 1912 - 1914 | Louis-Philippe Bérard          | Libéral      |
|        | 1916 - 1919 | Louis-Jules Allard             | Libéral      |
|        | 1919 - 1926 | Clément Robillard              | Libéral      |
|        | 1928        | Gaspard De Serres              | Libéral      |
|        | 1929 - 1940 | Joseph-Ferdinand Daniel        | Libéral      |
|        | 1942 - 1968 | Félix Messier                  | Libéral      |